# Етельред I (король Нортумбрії)
Етельред I (давн-англ. Æthelred I; ? — 18 квітня 796) — король Нортумбрії у 774—779 та 790—796 роках.

## Життєпис

### Перше володарювання
Був сином Етелвалда Молла, короля Нортумбрії, та Етельтріт з династії Еоппінгів. У 765 році батька було повалено і вбито. Про діяльність у цей час Етельреда нічого невідомо.
У 774 році почалося повстання прихильників Молла проти короля Елхреда, якого було повалено. Новим королем став Етельред. Оскільки король був ще малою дитиною, влада перейшла до шляхти. Проте доволі швидко почалося протистояння між різними групами аристократів. Ті стали нещадно розправлятися з представниками супротивної партії. Так, трьох знатних вельмож стратили за незначну провину. Невиправдане насильство спонукало противну партію до заколоту. У 778 році Етельреда I було повалено і відправлено у вигнання. Новим королем став Ельфвалд І.

### Друге володарювання
У 790 році партія Етельреда організувала черговий заколот. Тодішнього короля Осреда II було повалено і заслано до монастиря, а Етельред I повернувся на трон.
Нове панування він почав жорстокими вчинками. У 791 році король наказав вбити могутнього елдормена Ердвульфа, але той зумів врятуватися. Ельфа і Ельфіна, синів колишнього короля Ельфвальда I, забрали зі столичного собору Еофервіку і за наказом Етельреда I вбили.
У 792 році із заслання повернувся колишній король Осред. Але нечисленні прихильники залишили його, і Етельред I полонив і стратив претендента. У 793 році нормани розграбували монастир святого Кутберта на острові Ліндісфарн. У 794 році вікінги спалили монастир в Ярроу, де працював Беда Преподобний. У 795 році вікінги увійшли до гирла Тіна і розграбували Тінмутський монастир. Етельред I за допомогою тестя Оффи, короля Мерсії, напав на них, змусивши відступити на судна, а подальший буревій їх остаточно знищив.
У 796 році елдормени Елдред і Вада організували проти короля змову і 18 квітня вбили в Корбріджі. Новим королем став елдормен Осбальд.